# Saison 1 de Chair de poule
Chronologie
Saison 2
Cet article présente le guide des épisodes de la première saison de la série télévisée Chair de poule (Goosebumps).

## Épisode 1:Le Masque hanté I - Partie 1
- États-Unis : 27 octobre 1995 sur Fox Kids
- Canada : 28 octobre 1995 sur YTV
- France : 11 décembre 1997 sur France 2

- États-Unis : 14,1 millions de téléspectateurs

- Kathryn Long : Carolyn Beth Caldwell
- Kathryn Short : Sabrina
- Brenda Bazinet : Kate Caldwell
- Cody Jones : Noah Caldwell
- George Kinamis : Steve Boswell
- Amos Crawley : Andrew Greene
- Colin Fox : le vendeur

- Cet épisode est l'adaptation du roman éponyme Le Masque hanté de la collection de livres Chair de poule. Par rapport au titre français du roman, le titre français de l'épisode comporte un numéro, en prévision de l'adaptation de la suite du roman plus tard dans la série.
- L'épisode présente une différence par rapport au roman : dans ce dernier, le propriétaire de la boutique se contente de dire à Carolyn que le masque est maudit mais il le lui vend quand même, alors que dans l'épisode il refuse de le vendre et le masque est volé par Carolyn.
- Cet épisode a d'abord été diffusé aux États-Unis en une seule partie lors d'une émission spéciale. Il a été divisé en deux lors de la diffusion dans le cadre de la série Chair de poule. Au Canada, il fut diffusé dès le lendemain.
- L'épisode est introduit et conclu par l'auteur R.L. Stine. Celui-ci fait d'ailleurs également une très brève apparition en arrière-plan dans l'épisode.
- Kathryn Short apparaît dans six épisodes, avec en plus La Tour de la terreur (Parties 1 et 2) et Le Masque hanté II (Parties 1 et 2).
- Cet épisode existe en cassette.

## Épisode 2:Le Masque hanté I - Partie 2
- États-Unis : 27 octobre 1995 sur Fox Kids
- Canada : 28 octobre 1995 sur YTV
- France : 12 décembre 1997 sur France 2

- États-Unis : 14,1 millions de téléspectateurs

- Kathryn Long : Carolyn Beth Caldwell
- Kathryn Short : Sabrina
- Brenda Bazinet : Kate Caldwell
- Cody Jones : Noah Caldwell
- George Kinamis : Steve Boswell
- Amos Crawley : Andrew Greene
- Colin Fox : le vendeur

## Épisode 3:L'Horloge maudite
- États-Unis : 3 novembre 1995 sur Fox Kids
- France : 13 septembre 1997 sur France 2

- John White : Michael Webster
- Kristen Bone : Tania Webster
- Cynthia Belliveau : Madame Webster
- Larry Mannell : Monsieur Webster
- Kyle Fairlie : Michael Wesbter (6 ans)
- Alyssa Gebert : Mona
- Jake Roberts : Anthony
- Sam Hilwi : Josh (12 ans)
- Brandon Smith : Josh (6 ans)
- Christopher Chung : Henry (12 ans)
- Michael Ho : Henry (6 ans)
- Steve W. Smith : L'homme effrayant
- Zachary Brian McQuaid : Michael Webster (bébé)

- Cet épisode est l'adaptation du roman éponyme L'Horloge maudite de la collection de livres Chair de poule.
- Pour la seule et unique fois, le titre de l'épisode, original et en français, est écrit en blanc et non en vert.
- John White (Michael) interprète aussi Steve Boswell dans les épisodes Le Masque hanté II - Partie 1 et Le Masque hanté II - Partie 2.

## Épisode 4:La Fille qui criait au monstre
- États-Unis : 10 novembre 1995 sur Fox Kids
- France : date inconnue sur France 2

- Eugene Lipinski : Monsieur Mortman
- Deborah Scorsone : Lucy Dark
- Christopher Tuah : Aaron
- Lynne Cormack : Madame Dark
- Dan Lett : Monsieur Dark
- Brandon Bone : Randy Dark

- Cet épisode est l'adaptation du roman éponyme La Fille qui criait au monstre de la collection de livres Chair de poule.
- Quelques changements interviennent entre le livre et l'épisode :
- Dans le livre, Mr. Mortman/Mr. Mortimer a des tortues comme animaux de compagnie. Mais dans l'épisode, il a des mygales comme animaux de compagnie.
- La scène où Lucy/Bethy se rend chez Aaron/Steph et rencontre son frère est absente.
- La scène où Lucy/Bethy et Aaron/Steph espionnent le monstre chez lui est absente.
- Dans le livre, Mr. Mortman/Mr. Mortimer mange principalement des mouches. Cependant, dans l'épisode, il mange des grillons à la place.
- Dans le livre, Aaron/Steph voit Mr. Mortman/Mr. Mortimer se transformer en monstre et c'est en le révélant aux parents de Lucy/Bethy que ces derniers sont convaincus que Lucy/Bethy dit la vérité. Dans l'épisode, cela n'arrive pas et les parents de Lucy/Bethy l'invitent à dîner après l'avoir croisé au studio de photographie.
- Il y a une scène supplémentaire après que Mr. Mortman/Mr. Mortimer ait été mangé, où Aaron/Steph apparaît avec un masque de monstre et l'enlève plus tard lorsque Mr. et Mme Dark ont sorti leur crocs. Il demande ce qu'il y a pour le dessert. Mr.Dark répond alors: « Vous... aimez la tarte aux cerises ?» et la famille rit.
- Lucy et sa famille ne vont pas au centre commercial pour manger au restaurant chinois et pour qu'elle fasse développer ses photos au magasin de photos pour essayer de prouver à sa famille que Mr. Mortman/Mr. Mortimer est un monstre.
- L'ami d'Aaron/Steph, Ralph, n'est pas mentionné dans l'épisode.

## Épisode 5:La Colo de la peur - Partie 1
- États-Unis : 17 novembre 1995 sur Fox Kids
- France : 23 août 1997 sur France 2

- Kaj-Erik Eriksen : Billy Harlan
- Chris Benson : Oncle Al
- Jeffrey Akomah : Jay
- Ken Mundy : Colin
- Benji Plener : Roger
- Paul Brogren : Larry
- David Roemmele : Mike
- Sarah Mitchell : Dawn
- Greg Kramer : George
- Gil Garratt : Conseiller
- Kerry Duff : Dori
- Alex Hazisavvas : Martha
- Danny Sohal : Kevin Spears

- Cet épisode est l'adaptation du roman éponyme La Colo de la peur de la collection de livres Chair de poule.
- Il s'agit du premier épisode de la série diffusé en France.

## Épisode 6:La Colo de la peur - Partie 2
- États-Unis : 24 novembre 1995 sur Fox Kids
- France : 24 août 1997 sur France 2

- Kaj-Erik Eriksen : Billy Harlan
- Chris Benson : Oncle Al
- Jeffrey Akomah : Jay
- Ken Mundy : Colin
- Benji Plener : Roger
- Paul Brogren : Larry
- David Roemmele : Mike
- Sarah Mitchell : Dawn
- Greg Kramer : George
- Gil Garratt : Conseiller
- Kerry Duff : Dori
- Alex Hazisavvas : Martha
- Danny Sohal : Kevin Spears

## Épisode 7:Le Fantôme de l'auditorium
- États-Unis : 1er décembre 1995 sur Fox Kids
- France : 19 novembre 1997 sur France 2

- Jessica Moyes : Brooke Rogers
- Shawn Potter : Zeke Matthews
- Stuart Stone : Brian Colson
- Kathryn Greenwood : Madame Walker
- Julia Chantrey : Tina Powell
- Philip Eddolls : Corey Sklar
- Erik Fink : Emile
- John Bayliss : Monsieur Levy
- Boyd Banks : Monsieur Johnson
- Daryl Jaye : Robert Hernandez

## Épisode 8:Leçons de piano et pièges mortels
- États-Unis : 8 décembre 1995 sur Fox Kids
- France : 20 novembre 1997 sur France 2

- Ben Cook : Jerry Hawkins
- Barclay Hope : Monsieur Hawkins
- Carolyn Scott : Madame Hawkins
- Aron Tager : Docteur Shreek
- Geza Kovacs : Monsieur Toggle
- Brenda Devine : Le fantôme
- Erica Luttrell : Kim

- Cet épisode est l'adaptation du roman éponyme Leçons de piano et pièges mortels de la collection de livres Chair de poule.
- La personnalité de Jerry/Jérôme est différente dans l'épisode. Dans le livre, Jerry/Jérôme est un farceur. Dans l'épisode, il a une personnalité hyperactive et prétend être un explorateur et a tendance a parler à la troisième personne.
- Au tout début de l'épisode, juste après le générique, il est inscrit Leçons de piano et pièges mortels - Partie 1 pour annoncer le titre de l'épisode. Or, il n'y a qu'une seule partie pour cet épisode et il n'y a jamais eu de suite.

## Épisode 9:La Colère de la momie
- États-Unis : 22 décembre 1995 sur Fox Kids
- France : 26 novembre 1997 sur France 2

- Daniel De Santo : Gabriel
- Annick Obonsawin : Sari Hassad
- Elias Zarou : Oncle Ben Hassad
- Afrah Gouda : Nila Rahmad
- Gerry Mendicino : Le chauffeur de Nila
- Peter Jarvis : La Momie

## Épisode 10:Le Pantin maléfique
- États-Unis : 12 janvier 1996 sur Fox Kids
- France : 18 octobre 1997 sur France 2

- Maggie Castle : Amy Kramer
- Caterina Scorsone : Sara Kramer
- Gina Clayton : Madame Kramer
- Richard Fitzpatrick : Monsieur Kramer
- Andrew Sardella : Jed Kramer
- Kerry Duff : Margo
- Shadia Simmons : Alicia
- Ron Stefaniuk : Voix originale de Slappy

- Cet épisode est l'adaptation du roman éponyme Le Pantin maléfique de la collection de livres Chair de poule.
- Le titre original de l'épisode est Night of the Living Dummy II, puisqu'il s'agit de l'adaptation du deuxième livre de la collection mettant en scène un pantin (appelé Diabolo dans le roman, Slappy dans l'épisode télévisé).
- Le premier livre mettant en scène ce pantin (Night of the Living Dummy - édité en France sous le titre La Nuit des pantins) ne fut jamais adapté à la télévision, ce qui explique pourquoi le titre de l'épisode mettant en scène pour la première fois ce pantin dans la série porte déjà le numéro deux en Amérique du Nord, dans le souci d'une cohérence entre le titre du roman et celui de l'épisode dont il est adapté.
- En France, le respect des numéros de Night of the Living Dummy ne fut pas suivie, ni dans les livres édités, ni dans les titres traduits des épisodes de la série, bien que la cohérence dans les titres fut également respectée (ce deuxième livre a bien été édité en France sous le titre Le Pantin maléfique, comme le nom de cet épisode dont il est donc adapté).

## Épisode 11:Alerte aux chiens
- États-Unis : 19 janvier 1996 sur Fox Kids
- France : 21 novembre 1997 sur France 2

- Aaron Bartkiw : Larry Boyd
- Courtney Greig : Lily Turnbull
- Ric Reid : Monsieur Boyd
- Alison Hope : Madame Boyd
- Chris Bondy : Monsieur Turnbull
- Suzanne Cyr : Madame Turnbull
- Dan MacDonald : Docteur Murkin
- Joshua Wittig : Jared
- Mauricio Rodas : Manny Hernandez
- David Talbot : L'homme du cabinet
- Demo Cates : Carl Summers

- Cet épisode est l'adaptation du roman éponyme Alerte aux chiens de la collection de livres Chair de poule.
- Le scénario de l'épisode télévisé est semblable à 100 % à l'histoire du livre, ce qui est assez rare.

## Épisode 12:Sous-sol interdit - Partie 1
- États-Unis : 26 janvier 1996 sur Fox Kids
- France : 16 décembre 1997 sur France 2

- Rebecca Henderson : Margaret Brewer
- Blake McGrath : Casey Brewer
- Lucy Peacock : Madame Brewer
- Judah Katz : Docteur Brewer
- Hrant Alianak : Docteur Marek

- Cet épisode est l'adaptation du roman éponyme Sous-sol interdit de la collection de livres Chair de poule.
- Quelques changements interviennent entre le roman et son adaptation télévisée malgré le scénario fidèlement retranscrit. Les deux enfants s'appellent Margaret et Casey dans l'épisode, alors qu'ils se nomment Jane et Michaël dans le livre. De plus, le personnage de Diana, amie de Jane, n'existe pas dans l'épisode télévisé. Le docteur Martinez est appelé docteur Marek dans l'adaptation.

## Épisode 13:Sous-sol interdit - Partie 2
- États-Unis : 26 janvier 1996 sur Fox Kids
- France : 17 décembre 1997 sur France 2

- Rebecca Henderson : Margaret Brewer
- Blake McGrath : Casey Brewer
- Lucy Peacock : Madame Brewer
- Judah Katz : Docteur Brewer
- Hrant Alianak : Docteur Marek

- Cet épisode est la suite de l'épisode précédent.
- Quelques changements interviennent entre le roman et l'épisode télévisé malgré le scénario fidèlement retranscrit. Dans le livre, pour vérifier lequel des deux personnages est son vrai père à la fin, Jane entaille la peau d'un des deux : il saigne rouge, donc elle détruit l'autre. Dans le film, un des deux l'appelle « Ma Princesse », et elle sait que seul son vrai père peut savoir son surnom ; et donc elle supprime l'autre avec de l'insecticide. Enfin, à la fin, dans le livre, Jane entend une fleur qui lui dit : « Je suis ton vrai père ». Mais dans l'adaptation télévisuelle, ce sont toutes les fleurs qui répètent à Margaret : « C'est moi ton père, c'est moi ton vrai père ! ».

## Épisode 14:Terreur sous l’évier
- États-Unis : 2 février 1996 sur Fox Kids
- France : 27 septembre 1997 sur France 2

- Katharine Isabelle : Kat Merton
- Tyrone Savage : Daniel Merton
- Amanda Tapping : Madame Merton
- Howard Hoover : Monsieur Merton
- Ashley Brown : Carlo
- Pamela Redfern : Madame Vanderhoff
- Jack Newman : L'homme d'entretien
- Charles Borg : L'étudiant

## Épisode 15:Dangereuses Photos
- États-Unis : 9 février 1996 sur Fox Kids
- France : 28 novembre 1997 sur France 2

- Ryan Gosling : Greg Banks
- Akiva Salzman : Doug
- Renessa Blitz : Shari Walker
- Caley Wilson : Terry Banks
- Richard McMillan : Spidey
- Angie Gei : Madame Banks
- Marvin Karon : Monsieur Banks
- Karen Robinson : Détective Reddick
- Dan Petronijevic : Joey Ferris
- Christian Tessier : Mickey Ward
- Scott Speedman : Officier Madison

- Cet épisode est l'adaptation du roman éponyme Dangereuses Photos de la collection de livres Chair de poule.
- Une suite de l'épisode intitulée Photos de malheur, adaptée du roman du même nom, est diffusée durant la troisième saison.
- Akiva David Salzman qui joue Doug avait été retrouvé suicidé le 3 octobre 2014 à l'age de 32 ans.

## Épisode 16:La Tour de la terreur - Partie 1
- États-Unis : 25 février 1996 sur Fox Kids
- France : 20 décembre 1997 sur France 2

- États-Unis : 8,8 millions de téléspectateurs

- Kathryn Short : Sue
- Corey Sevier : Eddy
- Robert Collins : Le grand exécuteur
- Diego Matamoros : Morgred
- Peter Messaline (en) : Monsieur Starkes
- R.L. Stine : Lui-même

- Cet épisode est l'adaptation du roman éponyme La Tour de la terreur de la collection de livres Chair de poule.
- L'épisode est introduit et conclu par l'auteur R.L. Stine.
- L'épisode a d'abord été diffusé en une seule partie aux États-Unis lors de sa première diffusion, avant d'être divisé en deux.
- Kathryn Short joue dans six épisodes, avec en plus Le Masque hanté I (Parties 1 & 2) et Le Masque hanté II (Parties 1 & 2).
- Corey Sevier qui joue Eddie tiendra par la suite le rôle de Gabriel McKay dans la série North Shore : Hôtel du Pacifique.
- Cet épisode existe en cassette.

## Épisode 17:La Tour de la terreur - Partie 2
- États-Unis : 25 février 1996 sur Fox Kids
- France : 22 décembre 1997 sur France 2

- États-Unis : 8,8 millions de téléspectateurs

- Kathryn Short : Sue
- Corey Sevier : Eddy
- Robert Collins : Le grand exécuteur
- Diego Matamoros : Morgred / Mr Morgan
- Peter Messaline (en) : Monsieur Starkes
- R.L. Stine : Lui-même

## Épisode 18:Le Loup-garou des marécages - Partie 1
- États-Unis : 17 mai 1996 sur Fox Kids
- France : 26 décembre 1997 sur France 2

- États-Unis : 9 millions de téléspectateurs

- Brendan Fletcher : Grady Tucker
- Maria Ricossa : Madame Tucker
- Mairon Bennett : Emily Tucker
- Geoffrey Bowes : Monsieur Tucker
- Michael Barry : Will Blake
- Don Francks : L'ermite du marécage
- R.L. Stine : Lui-même

- Cet épisode est l'adaptation du roman éponyme Le Loup-garou des marécages de la collection de livres Chair de poule.
- L'épisode comporte quelques différences par rapport au livre au niveau des personnages : Cassie O'Rourke est absente de l'adaptation télévisée, cependant, Will/Bill reprend le rôle du croyant qu'elle joue dans la version papier et c'est donc lui qui soupçonne l'ermite des marécages d'être un loup-garou. Ensuite, dans la première partie, l'ermite kidnappe Grady/Gary et le ramène a sa cabane, croyant que Grady/Gary est le loup-garou. Encore ensuite, l'épisode révèle que Will/Bill a tué la femme et les enfants de l'ermite. Cette révélation est absente du livre et est incohérente avec le mode de vie de l'ermite. Quant au chien, il est complètement différent dans la production télévisée. Dans le livre, il se nomme Wolf (littéralement: « Loup »). Grady/Gary lui a donné ce nom parce que c'est un mélange de berger avec l'apparence d'un loup: fourrure grise, yeux bleu ciel, truffe noire et des poils longs. Dans l'adaptation télévisée, il se nomme Vandale et son apparence diffère de celle décrite dans le livre. Ainsi, il a une fourrure brune et noire avec des yeux bruns rougeâtres et ressemble même plus à un chien qu'à un loup.
- L'épisode est introduit et conclu par l'auteur R.L. Stine.
- L'épisode a d'abord été diffusé en une seule partie aux États-Unis lors de sa première diffusion pour une émission spéciale, avant d'être divisé en deux.
- Cet épisode existe en cassette.

## Épisode 19:Le Loup-garou des marécages - Partie 2
- États-Unis : 17 mai 1996 sur Fox Kids
- France : 27 décembre 1997 sur France 2

- États-Unis : 9 millions de téléspectateurs

- Brendan Fletcher : Grady Tucker
- Maria Ricossa : Madame Tucker
- Mairon Bennett : Emily Tucker
- Geoffrey Bowes : Monsieur Tucker
- Michael Barry : Will Blake
- Don Francks : L'ermite du marécage
- R.L. Stine : Lui-même